# Van Gogh széke
A Van Gogh széke című festmény Vincent van Gogh 1888-as alkotása.

## Keletkezése
A kép fókuszában egy egyszerű, sárgára festett faszék áll, amely terrakotta padlón áll egy szobában. Háta egyenes, karfája nincs, szerkezete elnagyolt, ülőkéje sásfonatú. Tökéletesen funkcionális, egyszerűbb talán nem is lehetne. Azokra a parasztszékekre emlékeztet, amelyek van Gogh-nak az 1880-as években készült hollandiai képein láthatók, és két nagyon hasonló bútor A hálószoba című 1888-as festményén is feltűnik. A széken a festő pipája és dohányzacskója hever. A szék mögött láda, rajta Vincent felirattal, benne csírázó növények, valószínűleg hagymák. A kép jobb oldalán egy kék ajtó részlete látszik, vertikális díszítése a szék egyik lába meghosszabbításának tűnik.
A festmény egy képpár egyik darabja, ha együtt függesztenék ki őket, akkor a bal oldali lenne, hogy szemben álljon a másik alkotáson megörökített székkel. Ez Paul Gauguin karosszéke, rajta két regénnyel és egy gyertyával. Van Gogh 1888-ban levelet küldött a bátyjának, Theónak, amelyben leírta neki a két képet, és amelyből kiderül, hogy párban képzeli el őket.
A festő 1888 novemberében kezdett dolgozni a képeken, kevéssel azután, hogy Gauguin megérkezett hozzá Arles-ba, ahol együtt laktak. A székek annak a tucatnyinak lehettek darabjai, amelyeket van Gogh vásárolt szeptemberben, hogy berendezze a házat, ahol élt. Vincent van Gogh nagy reményekkel várta művésztársát, de december 23-án összeverekedtek, és miután a házigazda levágta az egyik fülét, és kórházba került, vendége visszatért Párizsba.

### Az üres székek szimbolikája

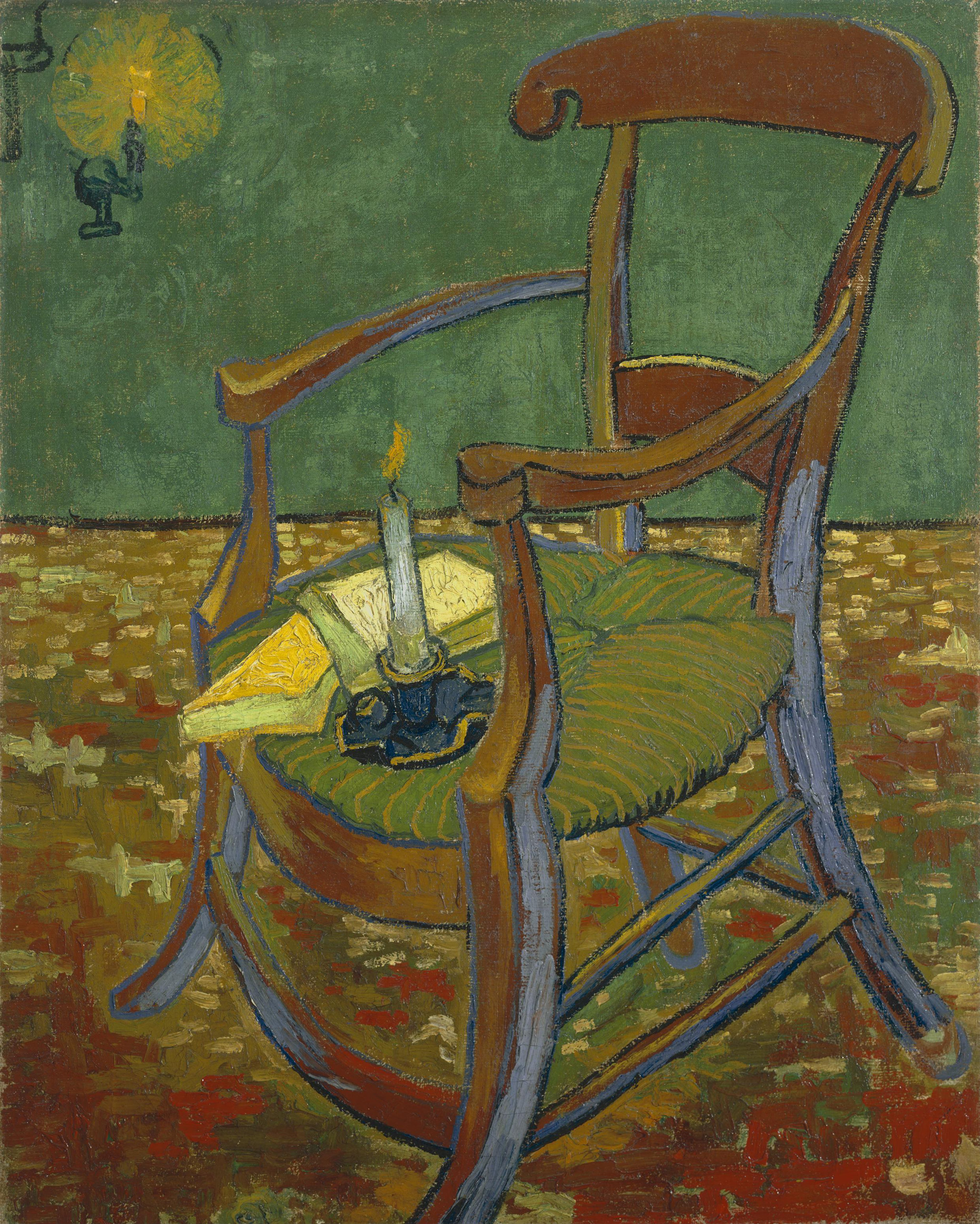
Gauguin elárvult széke

Gauguin üres széke többletjelentéssel bővülhetett van Gogh számára vendége elutazása után. Amúgy is különös, komor, szomorú jelentőséget tulajdonított ezeknek a bútordaraboknak. 1885-ben elhunyt édesapja árva széke megríkatta őt, majd egy dal, A kicsi székek tett rá mély hatást. Utóbbi szövegét elküldte testvérének is. A dal egy idős házaspárról szól, akik otthonukban azokat a székeket nézik, amelyekben azóta elhunyt három gyerekük ült egykor. Ahogy levelében írta: Üres székek; sokan vannak, még többen lesznek. A festő különösen megérintette Luke Fildes brit képzőművész Az üres szék című alkotása, amely a The Graphic című lapban jelent meg 1870-ben, és az elhunyt Charles Dickens elárvult dolgozószobáját ábrázolta.
Akárcsak Fields székében, van Gogh ülőalkalmatosságaiban sem ül senki. A művész modell helyett olyan tárgyakat helyezett el bennük, amelyek megjelenítik őt és Gauguint, így a képek egyfajta portréhelyettesítő csendéletek lettek. A festők közötti különbséget is jelzik a székek: van Gogh-é funkcionális és egyszerű, Gauguiné elegáns és kényelmes. Van Gogh széke a délfrancia napfényben fürdik, míg Gauguinét a gyertya mesterséges fénye világítja meg, emlékeztetve a festő éjszakai élet iránti lelkesedésére.
A pipa és a dohányzacskó  szintén egyszerűséget, otthonosságot sugároz, ráadásul a pipázás a mulandóság szimbóluma volt a 17. századi holland festészetben. A Gauguin karosszékén heverő regények arra utalhatnak, hogy a festő másfajta, misztikus elgondolással bírt a művészi alkotás mibenlétéről, mint vendéglátója. A színek, a van Gogh székét ábrázoló kép sárgája és kékje, illetve a másik kép vöröse és zöldje is a két művész közötti különbség hangsúlyozását szolgálja.